# 尼德河畔锡伊
尼德河畔锡伊（法語：Silly-sur-Nied，法語發音：[siji syʁ nje]；洛林语：S'li sus Nied）是法国摩泽尔省的一个市镇，位于尼德河畔，属于梅斯区。

## 地理
尼德河畔锡伊（49°7'14"N, 6°21'34"E）面积4.54 平方千米，位于法国大東部大區摩泽尔省，该省份为法国东北部内陆省份，是洛林的一部分，西南接默尔特-摩泽尔省，东临下莱茵省，北与卢森堡和德国接壤。
与尼德河畔锡伊接壤的市镇（或旧市镇、城区）包括：库尔塞勒绍西、莱塞唐、勒通费、科利尼-迈兹里。
尼德河畔锡伊的时区为UTC+01:00、UTC+02:00（夏令时）。

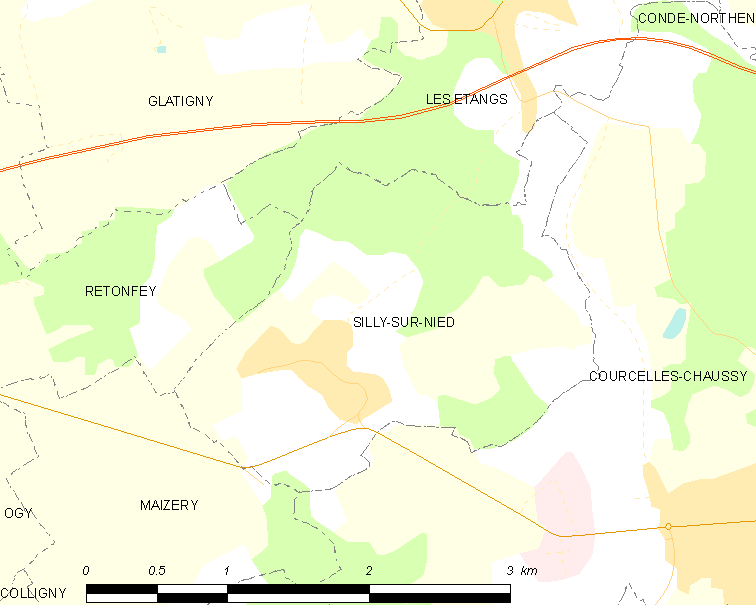
尼德河畔锡伊的OSM定位图

## 行政
尼德河畔锡伊的邮政编码为57530，INSEE市镇编码为57654。

## 政治
尼德河畔锡伊所属的省级选区为梅斯地区县。

## 人口

1962-2008年间尼德河畔锡伊人口变化图示

尼德河畔锡伊于2022年1月1日时的人口数量为711人。